# Amaradix euphorbi
Amaradix euphorbi är en loppart som först beskrevs av Rothschild 1905.  Amaradix euphorbi ingår i släktet Amaradix och familjen fågelloppor. Inga underarter finns listade i Catalogue of Life.